# Busktörnskator
Busktörnskator (Malaconotidae) är en familj av ordningen tättingar som nästan enbart förekommer i Afrika söder om Sahara, men även i Nordafrika och på Arabiska halvön.

## Kännetecken
Busktörnskator är rätt stora, kraftigt tecknade och färgglada fåglar med korta och kraftiga näbbar. De syns ofta sitta på en utkiksplats för att därifrån göra utfall mot framför allt insekter, men även små ryggradslösa djur. Fåglarna är kända för hanens och honans sätt att sjunga duetter tillsammans, fram och tillbaka mellan varandra.

## Släktskap
Busktörnskatorna är trots namnet inte nära släkt med familjen törnskator (Laniidae). Istället ingår den i en klad med den helafrikanska familjen flikögon och mestadels afrikanska vangorna, men även de asiatiska och australiska familjerna svalstarar, båtnäbbar och ioror samt de udda arterna bärätare och borstskrika.

## Släkten i familjen
I familjen placeras 50 arter i elva släkten:
- Släktet Nilaus – brubru
- Släktet Bocagia – sumptchagra
- Släktet Tchagra – fyra arter tchagror
- Släktet Malaconotus – sex arter busktörnskator
- Släktet Dryoscopus – sex arter dunryggar
- Släktet Rhodophoneus – rosabröstad busktörnskata
- Släktet Telophorus – tre arter busktörnskator
- Släktet Chlorophoneus – sex arter
- Släktet Laniarius – 22 arter

## Status och hot
De allra flesta arterna i familjen har stora utbredningsområden och är vida spridda. Fyra arter är dock mycket lokalt förekommande och anses därför vara starkt hotade: uluguru-, kupe-, gabela- och angolabusktörnskata. Grönbröstad busktörnskata kategoriseras som sårbar, medan vitmaskad och eldstrupig busktörnskata samt papyrusbusktörnskatan anses vara nära hotade.